# ロシア睡眠実験
ロシア睡眠実験 (ロシアすいみんじっけん、英: Russian Sleep Experiment) はクリーピーパスタの1つであり、ソビエト連邦時代を舞台としている。睡眠を禁じる実験の被験者たちが奇妙に変貌していくという内容である。

## 出自
Russia Beyondによれば、ロシア睡眠実験の出自は最も怖い都市伝説を創作することを競うウェブフォーラムであるという。
一方で、スノープス、News.com.au、LiveAboutによると、出自はクリーピーパスタを扱うCreepypasta Wikiというウェブサイトであるという。ロシア睡眠実験がそのウェブサイトに投稿されたのは2010年8月10日のことで、作者はOrangeSodaというユーザ名の人物である。現在、この人物の実名は知られていない。
ロシア睡眠実験はしばしば恐ろしい写真が付随している。その写真はグロテスクな風貌の人物を写したもので、実験の被験者の1人であるとされる。しかし、実際はモービッド・エンタープライズ (英: Morbid Enterprises) が製作した"Spazm"というハロウィン用の小道具を写したものである。

## あらすじ
物語の舞台は1940年代後半のソ連の実験施設である。5人の政治犯がガス室に閉じ込められて、実験の被験者となった。実験は興奮剤を空中で散布し続け、睡眠できない状態に置くというものだった。被験者の囚人たちは実験を終えれば釈放されると騙されていた。
実験を始めてから最初の数日間は、被験者たちは通常通りにふるまっていた。しかし、5日間が経過すると、被験者たちは重度の偏執病の症状を示し始めた。
9日後には、被験者の1人が叫び声を上げ始めた。絶叫は数時間にわたったが、他の被験者たちはそれに対して何の反応も示さなかった。叫び声を上げていた被験者は、あまりにも長く叫んでいたために、ついに声帯が裂けて沈黙した。新たにもう1人が叫び声を上げ始めると、他の被験者たちは覗き窓に破いた本のページや自身の糞便を張り付けて、研究者たちに内側を見られないようにした。窓が塞がった状態が数日間続くうちに、ガス室の中は完全に静かになった。研究者たちはインターフォンを使用して囚人たちに話しかけ、反応を伺おうとした。すると、囚人たちからはガス室から出たくないという返答があった。
15日目、研究者たちは興奮剤ガスの供給を止めて、ガス室の扉を開けることを決定した。すると、被験者たちはガスの供給を再開するように求め始めた。ガス室を開けてみると、その中では4人の被験者が生き残っていた。しかし、彼らは自身の肉を切り裂き、腹部の内臓を取り除いていた。彼らは自らの肉を食らっていた。また、死んだ被験者の肉片が排水口を塞ぎ、血の混じった水が10センチメートルほどの高さまで溜まっていた。
被験者たちはガス室から出ることを拒み、研究者たちに興奮剤を供給し続けるように求めた。被験者たちは力ずくで抵抗し、兵士の1人を殺害し、もう1人に重傷を負わせた。
研究者たちは被験者たちをガス室から退去させた後、被験者たちの負傷の治療を試みた。その過程で、被験者たちは怪力を有すること、薬剤や鎮痛剤に耐性があることが判明した。被験者たちは致命傷を負っているにもかかわらず生き続けていた。また、眠ることを拒み、興奮剤を渇望した。
治療の最中に死亡した1人を除いた3人の被験者がガス室に戻されることになった。研究者たちは反対したが、司令官の命令により実行に移された。
被験者たちに脳波計を取り付けたところ、一時的に脳死状態を繰り返していると分かった。
ガス室が密閉される前に、被験者の1人が眠りにつき、そのまま死亡した。生き残りの被験者が、すぐにガス室を密閉しろと叫んだ。
司令官が3人の研究者に内側からガス室を閉めて、2人の被験者とともにいるように命令した。研究者のうちの1人が銃を抜いて司令官を撃ち殺し、さらに、被験者の1人の頭を撃ち抜いた。
研究者は唯一の生き残りの被験者に、一体何者なのか尋ねた。被験者は笑みを浮かべ、自分たちは人間の精神に潜む生来の悪であり、本来は睡眠により鎮静化されているものだと語った。
研究者は被験者の心臓を撃ち抜き、息の根を止めた。

## 評価
Dread Centralのジョッシュ・ミリカン (英: Josh Millican) はロシア睡眠実験を、最も衝撃的で影響力があるインターネット時代の都市伝説の1つと評した。
クリーピーパスタの伝播する性質についての議論も広まっている。
トーシャ・R・テイラー (英: Tosha R. Taylor) は書籍The Palgrave Handbook of Contemporary Gothicの"Horror Memes and Digital Culture"という章で、ロシア睡眠実験は第2次世界大戦のロシアの科学者の極秘の研究を明かすという体で語られており、いまだに残る政治上の不安を反映していると評した。
Aleksandra SerwotkaとAnna Stworaはロシア睡眠実験や他のクリーピーパスタを調査し、実験を題材にしたクリーピーパスタはしばしばナチスやソ連に関与した科学者が登場すると述べた。
Sonali SrivastavとShikha Raiはロシア睡眠実験と2018年のインドの連続テレビシリーズGhoulを比較し、Ghoulはロシア睡眠実験から着想を得ていると述べた。

## 翻案
ロシア睡眠実験を基にした作品に下記がある。
- Russian Sleep Experiment (2015年、小説) - ホリー・アイス (英: Holly Ice) 著[13]。現在は絶版になっている。
- Subject UH1317 - When Science Traces A Deadly Turn (2019年、演劇)[14]
- The Sleep Experiment (2019年7月、小説) - ジェレミー・ベイツ（英語版） (英: Jeremy Bates) 著[15]
- The Soviet Sleep Experiment (2019年10月、映画) - バリー・アンダーソン (英: Barry Andersson) 監督。クリス・カッテン (英: Chris Kattan) 主演[16][17][18]。撮影は2018年中にアメリカ合衆国ミネソタ州レイクビルで行われた[19]。
- The Sleep Experiment (2020年、映画) - ジョン・ファレリー（英語版） (英: John Farrelly) 監督。製作は2018年前半から開始された[20][21]。